# 207666 Habibula
207666 Habibula este o planetă minoră (asteroid) din centura de asteroizi. A fost descoperită pe 11 august 2007 la Saint-Sulpice de Bernard Christophe⁠(d). 
Obiectul prezintă o orbită caracterizată de o semiaxă mare de 2,3978844369465 UAi, o excentricitate de 0,11, o înclinație de 5,9 ° în raport cu ecliptica.